# Chvalovice u Netolic
Chvalovice (deutsch Kollowitz) ist eine Gemeinde in Tschechien. Sie liegt 18 Kilometer westlich des Stadtzentrums von České Budějovice und gehört zum Okres Prachatice.

## Geographie

### Lage

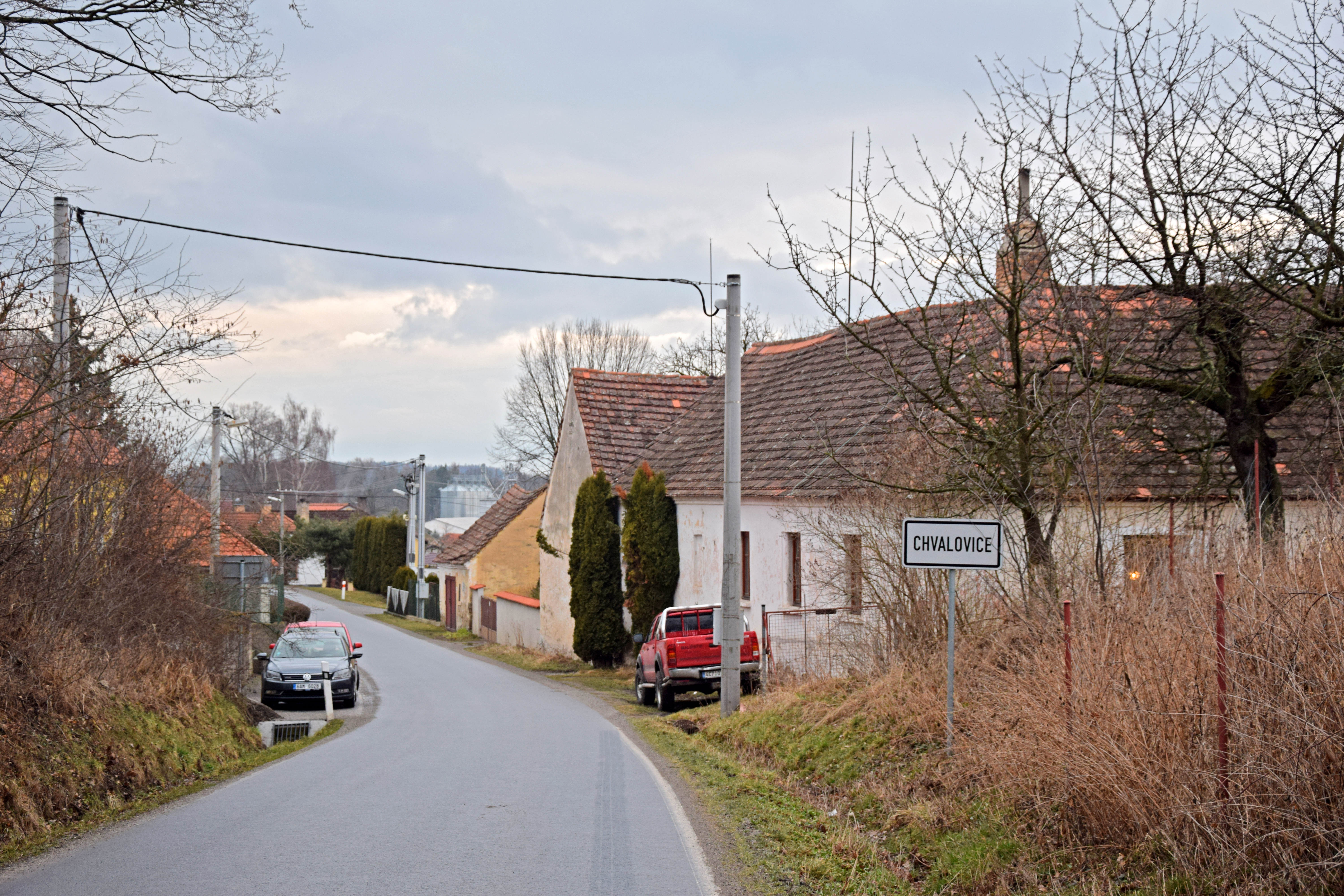
Chvalovice

Chvalovice befindet sich an den nördlichen Ausläufern des Blanský les über dem Tal des Babický potok. Südwestlich erhebt sich der Buková hora (650 m).
Nachbarorte sind Babice im Norden, Sedlovice und Radošovice im Nordosten, Strýčice im Osten, Záboří im Südosten, Dobčice im Süden, Horní Chrášťany im Südwesten, Dolní Chrášťany im Westen sowie Lužice im Nordwesten.

### Gemeindegliederung
Für die Gemeinde Chvalovice sind keine Ortsteile ausgewiesen.

### Nachbargemeinden
|         | Babice                                      | Němčice    |
| Lhenice | Kompassrose, die auf Nachbargemeinden zeigt | Radošovice |
|         | Záboří                                      |            |

## Geschichte
Chvalovice entstand zum Ende des 13. Jahrhunderts im Zuge der Kolonisationstätigkeit des Klosters Sancta Corona. Erstmals urkundlich erwähnt wurde der Ort im Jahre 1300.
In Chvalovice bestand ein klösterlicher Wirtschaftshof, der während der Hussitenkriege erlosch. 1445 wurde das Dorf unter dem deutschen Namen Dirnhof erwähnt. Im Jahre 1513 erhielt Peter IV. von Rosenberg Dirnhof zusammen mit der Herrschaft Netolice durch Vladislav II. geschenkt. Johann III. von Rosenberg verlieh 1533 an das Haus von Georg Puhler die Braurechte für helles und dunkles Bier.
Um 1880 eröffnete die Bergbaugesellschaft Pierron auf der Kuppe zwischen Chvalovice und Dolní Chrášťany ein Graphitbergwerk. Nach dem Ersten Weltkrieg erwarb der Fürst Kinský die Grube. 1930 übernahm die Kollowitzer Gewerkschaft das Bergwerk und nach dem Zweiten Weltkrieg war die Gemeinde bis zur Einstellung des Abbaus der Betreiber.
Die Gemeinde gehörte nach der Ablösung der Patrimonialherrschaften zum Bezirk Prachatice, kam im 20. Jahrhundert zum Bezirk Český Krumlov und 1950 zum Okres Vodňany. Nach dessen Auflösung im Jahre 1960 kam Chvalovice zum Okres Prachatice zurück und gleichzeitig wurde Babice eingemeindet. Am 30. April 1976 wurde Chvalovice an Němčice angeschlossen. Seit dem 24. November 1990 bildet Chvalovice wieder eine Gemeinde.

## Sehenswürdigkeiten
- Dorfkapelle Mariä Himmelfahrt am Dorfplatz. Der Grundstein zur ersten Kapelle wurde am 6. August 1403 gelegt. Der heutige Bau erhielt die Weihe am 15. August 1866.
- Gehöfte im böhmischen Bauernbarock